# Hawker Sea Fury
El Hawker Sea Fury va ser un caça bombarder britànic dissenyat i fabricat per l'empresa Hawker. Va ser l'últim caça amb propulsió amb hèlix en entrar en servei amb la Royal Navy, així com un dels més ràpids mai produïts en sèrie. Tot i estar en desenvolupament durant la Segona Guerra Mundial no va entrar en servei fins dos anys després del final de la guerra, el 1947. Va ser utilitzat durant la Guerra de Corea on fins i tot pilots britànics van aconseguir abatre un caça de reacció MiG-15. El Sea Fury va atraure comandes internacionals tant per al seu ús des de portaavions com en bases terrestres. Així formà part de les forces aèries d'Austràlia, Burma, Canadà, Cuba, Egipte, Alemanya Occidental, Iraq i Pakistan.

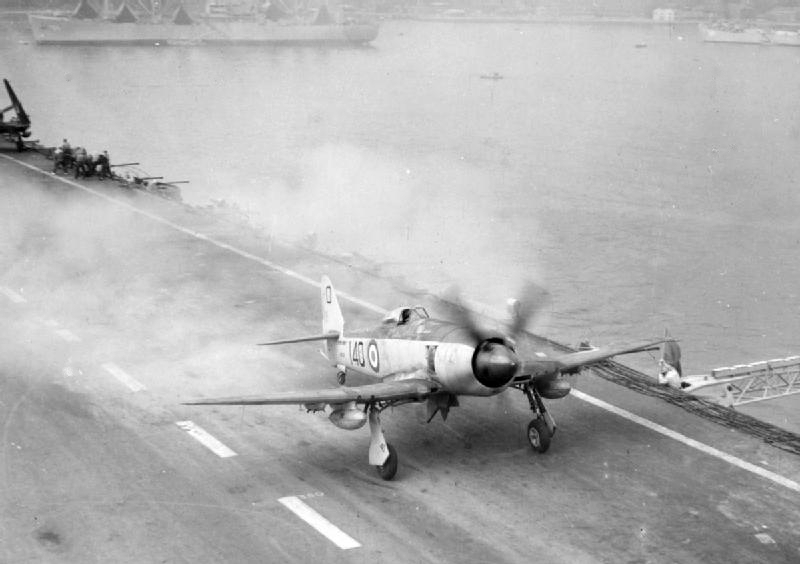
Sea Fury FB 11 enlairant-se del portaavions HMS Ocean (R68).

## Especificacions (FB 11)
Dades de Hawker's Tempestuous Finale, Flight International
Característiques generals
- Tripulació: One
- Longitud: 10,56 m
- Envergadura: 11,69 m
- Alçada: 4,84 m
- Superfície de l'ala 26,01 m²
- Pes buit: 4.191 kg
- Pes carregat: 5.602 kg
- Pes màxim d'enlairament: 6.645 kg
- Motors: 1×  motor radial de 18 cilindres en 2 files Bristol Centaurus 18, 2.480 cv  (enlairament)

 Rendiment 
- Velocitat màxima: 400 nusos, 740 km/h
- Abast: 609 milles nàutiques, 1.126 km  amb combustible intern, 904 milles nàtuiques amb 2 tancs de combustible externs
- Sostre de servei: 35.800 peus
- Ràtio d'ascens: 21,9 m/s

Armament

- Metralladores: 4 canons automàtics Hispano Mk V de calibre 20 mm
- Coets: 12 coet (arma) de 3 polzades (76.2 mm) de diàmetre
- Bombes: 907 kg de bombes